# Ylistönrinne - Kylmänoron kalliot
Ylistönrinne - Kylmänoron kalliot este o arie protejată (arie specială de conservare — SAC, sit de importanță comunitară — SCI) din Finlanda întinsă pe o suprafață de 15 ha, integral pe uscat.

## Localizare
Centrul sitului Ylistönrinne - Kylmänoron kalliot este situat la coordonatele 62°13′41″N 25°44′25″E / 62.2281°N 25.7403°E.

## Înființare
Situl Ylistönrinne - Kylmänoron kalliot a fost declarat sit de importanță comunitară în august 1998 pentru a proteja 1 specie de plante și 1 specie de animale. Situl a fost protejat și ca arie specială de conservare în aprilie 2015.

## Biodiversitate
Situată în ecoregiunea boreală, aria protejată conține 3 habitate naturale: Pante stâncoase silicioase cu vegetație casmofită, Taiga vestică, Păduri fino-scandinave bogate în ierburi cu Picea abies.
La baza desemnării sitului se află mai multe specii protejate:
- plante (1): Cynodontium suecicum
- mamifere (1): veveriță zburătoare siberiană (Pteromys volans)

Pe lângă speciile protejate, pe teritoriul sitului au mai fost identificate 2 specii de plante, 2 specii de păsări, 1 specie de nevertebrate.